# Stadion Bloomfield
Stadion Bloomfield (hebr. אצטדיון בלומפילד) − stadion w Izraelu, w mieście Tel Awiw-Jafa. Powstał on w 1962 roku. Na tym stadionie swoje mecze rozgrywają drużyny Ligat ha’Al – Hapoel Tel Awiw, Maccabi Tel Awiw oraz Bene Jehuda Tel Awiw. Stadion może pomieścić 29 400 widzów. Loża dla VIP-ów zajmuje 340 miejsc, zaś dla dziennikarzy przeznaczonych jest kolejnych 52 miejsc.

## Historia
Został wybudowany w 1962 roku w miejscu, gdzie znajdował się poprzedni obiekt - Stadion Basa. Od 1950 roku Basa był miejscem rozgrywania spotkań klubu Hapoel Tel Awiw. Otwarcie Bloomfield miało miejsce 12 października 1962. W jego trakcie rozegrano towarzyskie spotkanie pomiędzy Hapoelem a holenderskim FC Twente.
W 1968 roku Maccabi Tel Awiw, lokalny rywal Hapoelu, przeniósł się na Bloomfield ze stadionu Ramat Gan. 
W 2004 roku do Hapoelu i Maccabi dołączyła trzecia drużyna z Tel Awiw-Jafa - Bene Jehuda.